# Invicta FC 17
Invicta FC 17: Evinger vs. Schneider foi um evento de MMA promovido pelo Invicta Fighting Championships. O evento foi realizado no dia 7 de maio de 2016.

## Contexto
O evento principal foi encabeçado por uma luta entre a campeã Peso Galo Tonya Evinger contra Colleen Schneider. O evento coprincipal contou com a campeã Peso Palha Lívia Renata Souza contra Angela Hill. Aline Serrio estava programado para lutar contra Mizuki Inoue, mas Mizuki foi substituído por Kaline Medeiros devido a uma lesão no treinamento. Uma luta pelo peso átomo entre as recém-chegadas Tessa Simpson e Julia Jones foi agendada, mas removida do card na semana do evento.

## Bônus da Noite
- Luta da Noite: Rachael Ostrich e Ariel Beck
- Performance da Noite: Megan Anderson e Angela Hill